# LPGA Tour 2008
Sezon 2008 LPGA Tour był cyklem cotygodniowych zawodów golfowych dla najlepszych zawodniczek z całego świata rozgrywanych od lutego do grudnia 2008. Wszystkie rozegrane turnieje były sankcjonowane przez Ladies Professional Golf Association (LPGA), amerykańską organizację zrzeszającą zawodowe golfistki. W sezonie 2008 łączna pula nagród w turniejach LPGA Tour była równa 60 mln USD – kwota rekordowa w historii tego touru.
Liderką rankingu zarobków na koniec sezonu została Lorena Ochoa (2.763.193 USD). Ochoa wygrała również największą liczbę sześciu turniejów, wliczając w to cztery z rzędu na przełomie marca i kwietnia, oraz jeden turniej wielkoszlemowy.
Zwyciężczyniami czterech turniejów Wielkiego Szlema LPGA zostały:
- Lorena Ochoa – Kraft Nabisco Championship
- Yani Tseng – LPGA Championship
- Park Inbee – U.S. Women's Open
- Shin Ji-yai – Women's British Open

Z wyjątkiem Ochoi dla pozostałych golfistek były to nie tylko pierwsze zwycięstwa Wielkiego Szlema, ale też pierwsze wygrane w turnieju LPGA Tour. Ponadto zarówno Tseng (19 lat) jak i Park i Shin (20 lat) zostały najmłodszymi triumfatorkami w każdym z odpowiednich turniejów Wielkiego Szlema.
12 maja, dzień po wygraniu swojego trzeciego w sezonie turnieju Annika Sörenstam ogłosiła zamiar zakończenia swojej kariery wraz z końcem sezonu 2008.
Nie posiadająca karty LPGA Tour 20-letnia Shin Ji-yai ustanowiła rekord LPGA Tour wygrywając trzy turnieje spośród dziewięciu w których brała udział. Wśród nich znalazł się wielkoszlemowy Women's British Open, oraz wieńczący sezon ADT Championship, z główną nagrodą 1 mln USD. Została też pierwszą zawodniczką spoza LPGA Tour, która wygrała trzy turnieje w jednym sezonie.
W trakcie sezonu sekretarz LPGA Tour Carolyn Bivens ogłosiła zamiar wprowadzenia zapisu do statutu ligi, który zobowiązywał zawodniczki, które spędziły na tourze więcej niż dwa sezony do udokumentowania swoich zdolności we władaniu językiem angielskim. Po fali krytyki ze strony mediów i sponsorów decyzja ta została odwołana.

## Kalendarz LPGA Tour 2008
Kategorie w ramach ADT Playoff:
- zwycięski: Oficjalne turnieje LPGA Tour z pulą nagród przekraczającą 2 mln USD. Zwyciężczynie takich zawodów automatycznie kwalifikują się do finału ADT Playoff.
- standardowy: Oficjalne turnieje w ramach systemu punktów klasyfikacji ADT Playoff, jednak zwyciężczynie nie otrzymują automatycznej kwalifikacji do finału ADT Playoff.
- nieoficjalny Zawody nieoficjalne bez wpływu na klasyfikację ADT Playoff.

Liczby w nawiasach poprzedzające nazwiska zwycięzców odpowiadają liczbie dotychczasowych indywidualnych zwycięstw danej zawodniczki w oficjalnych zawodach LPGA Tour włączając tenże turniej.
| Daty                        | Turniej                             | Miejsce             | Kategoria ADT Playoff | Zwyciężczyni                         |
| --------------------------- | ----------------------------------- | ------------------- | --------------------- | ------------------------------------ |
| 18-20 stycznia              | Women's World Cup of Golf           | Południowa Afryka   | nieoficjalny          | (Jennifer Rosales / Dorothy Delasin) |
| 14-16 lutego                | SBS Open at Turtle Bay              | Hawaje              | standardowy           | Annika Sörenstam (70)                |
| 21-23 lutego                | Fields Open in Hawaii               | Hawaje              | standardowy           | Paula Creamer (5)                    |
| 28 lutego-2 marca           | HSBC Women's Champions              | Singapur            | zwycięski             | Lorena Ochoa (18)                    |
| 14-16 marca                 | MasterCard Classic                  | Meksyk              | standardowy           | Louise Friberg (1)                   |
| 27-30 marca                 | Safeway International               | Arizona             | standardowy           | Lorena Ochoa (19)                    |
| 3-6 kwietnia                | Kraft Nabisco Championship          | Kalifornia          | zwycięski             | Lorena Ochoa (20)                    |
| 10-13 kwietnia              | Corona Championship                 | Meksyk              | standardowy           | Lorena Ochoa (21)                    |
| 17-20 kwietnia              | Ginn Open                           | Floryda             | zwycięski             | Lorena Ochoa (22)                    |
| 24-27 kwietnia              | Stanford International Pro-Am       | Floryda             | zwycięski             | Annika Sörenstam (71)                |
| 1-4 maja                    | SemGroup Championship               | Oklahoma            | standardowy           | Paula Creamer (6)                    |
| 8-11 maja                   | Michelob ULTRA Open at Kingsmill    | Wirginia            | zwycięski             | Annika Sörenstam (72)                |
| 15-18 maja                  | Sybase Classic                      | New Jersey          | zwycięski             | Lorena Ochoa (23)                    |
| 22-25 maja                  | LPGA Corning Classic                | Nowy Jork           | standardowy           | Leta Lindley (1)                     |
| 29 maja-1 czerwca           | Ginn Tribute Hosted by Annika       | Karolina Południowa | zwycięski             | Lee Seon-hwa (3)                     |
| 5-8 czerwca                 | McDonald's LPGA Championship        | Maryland            | zwycięski             | Yani Tseng (1)                       |
| Połowa sezonu               |                                     |                     |                       |                                      |
| 19-22 czerwca               | Wegmans LPGA                        | Nowy Jork           | zwycięski             | Ji Eun-hee (1)                       |
| 26-29 czerwca               | U.S. Women's Open                   | Minnesota           | zwycięski             | Park Inbee (1)                       |
| 4-6 lipca                   | P&G Beauty NW Arkansas Championship | Arkansas            | standardowy           | Lee Seon-hwa (4)                     |
| 10-13 lipca                 | Jamie Farr Owens Corning Classic    | Ohio                | standardowy           | Paula Creamer (7)                    |
| 17-20 lipca                 | State Farm Classic                  | Illinois            | standardowy           | Oh Ji-young (1)                      |
| 24-27 lipca                 | Evian Masters                       | Francja             | zwycięski             | Helen Alfredsson (6)                 |
| 31 lipca-3 sierpnia         | Ricoh Women's British Open          | Anglia              | zwycięski             | Shin Ji-yai (1)                      |
| 14-17 sierpnia              | CN Canadian Women's Open            | Ontario, Kanada     | zwycięski             | Katherine Hull (1)                   |
| 22-24 sierpnia              | Safeway Classic                     | Oregon              | standardowy           | Cristie Kerr (11)                    |
| 11-14 września              | Bell Micro LPGA Classic             | Alabama             | standardowy           | Angela Stanford (2)                  |
| 27-30 września              | Navistar LPGA Classic               | Alabama             | standardowy           | Lorena Ochoa (24)                    |
| 2-5 października            | Samsung World Championship          | Kalifornia          | standardowy           | Paula Creamer (8)                    |
| 9-12 października           | Longs Drugs Challenge               | Kalifornia          | standardowy           | Kim In-kyung (1)                     |
| 16-19 października          | Kapalua LPGA Classic                | Hawaje              | standardowy           | Morgan Pressel (2)                   |
| 24-26 października          | Grand China Air LPGA                | Chiny               | standardowy           | Helen Alfredsson (7)                 |
| 31 października-2 listopada | Korea Championship                  | Korea Południowa    | standardowy           | Candie Kung (4)                      |
| 7-9 listopada               | Mizuno Classic                      | Japonia             | standardowy           | Shin Ji-yai (2)                      |
| 13-16 listopada             | Lorena Ochoa Invitational           | Meksyk              | standardowy           | Angela Stanford (3)                  |
| 20-23 listopada             | LPGA Playoffs at The ADT            | Floryda             | n/d                   | Shin Ji-yai (3)                      |
| 28-30 listopada             | Lexus Cup                           | Singapur            | nieoficjalny          | Drużyna Reszty Świata                |
| 20-21 grudnia*              | Wendy's 3-Tour Challenge            | Nevada              | nieoficjalny          | Champions Tour                       |

Turnieje wielkoszlemowe zostały wytłuszczone.

* Wendy's 3-Tour Challenge został rozegrany 17 listopada. Podana data wynika z terminu retransmisji telewizyjnej, która została przewidziana na 20-21 grudnia.

## Nagrody LPGA Tour
Spośród corocznie przyznawanych przez LPGA nagród trzy mają na celu wyróżnienie golfistek w kategoriach bezpośrednio związanych z wynikami uzyskanymi podczas turniejów w danym sezonie.
- Player of the Year – wręczana liderce klasyfikacji, opartej na systemie punktów przyznawanych następująco:
  - punktowane są miejsca w pierwszej dziesiątce: 30 punktów za 1., 12 za 2., 9 za 3., 7, 6, 5, 4, 3, 2, 1 odpowiednio za kolejne od 4. do 10.,
  - punktacja dla turniejów wielkoszlemowych jest podwajana.
    - zwyciężczyni za 2008: Lorena Ochoa, drugie miejsce: Paula Creamer
- Vare Trophy – nazwana dla upamiętnienia Glenny Collett-Vare przyznawana jest golfistce z najniższą średnią uderzeń,
  - zwyciężczyni za 2008: Lorena Ochoa, drugie miejsce: Annika Sörenstam
- Louise Suggs Rookie of the Year – nagroda nosząca imię jednej z współzałożycielek LPGA Louise Suggs przeznaczona jest dla najlepszej debiutantki wyznaczonej w oparciu o punkty przyznawane w poniższy sposób:
  - punktowane są występy w turniejach w których golfistka przeszła cuta, 150 punktów za 1. miejsce, 80 za 2., 75 za 3., 70 za 4., 65 za 5. Za kolejne miejsca aż do 41. przyznawana jest liczba punktów monotonicznie zmniejszana o 3 z każdą pozycją. Miejsca poniżej 41. punktowane są tą samą liczbą 5 punktów
  - punktacja dla turniejów wielkoszlemowych jest podwajana.
    - zwyciężczyni za 2008: Yani Tseng, drugie miejsce: Na Yeon Choi